# Skakalni center Savina
Skakalni center Savina je smučarsko skakalni center na Ljubnem ob Savinji, ki redno gosti tekme svetovnega pokala v smučarskih skokih za ženske.
Skakalni center Savina se pospešeno pripravlja na izgradnjo nove 180m velike skakalnice s HS180 ali HS185.

## Svetovni pokal

### Ženske
| Datum                         | Velikost | 1. mesto                                                                      | 2. mesto                                                                         | 3. mesto                                                                      |
| ----------------------------- | -------- | ----------------------------------------------------------------------------- | -------------------------------------------------------------------------------- | ----------------------------------------------------------------------------- |
| 11. februar 2012              | HS95     | Sarah Hendrickson                                                             | Sara Takanaši                                                                    | Daniela Iraschko                                                              |
| 12. februar 2012              | HS95     | Sarah Hendrickson                                                             | Sara Takanaši                                                                    | Jacqueline Seifriedsberger                                                    |
| 16. februar 2013              | HS95     | Sara Takanaši                                                                 | Sarah Hendrickson                                                                | Coline Mattel                                                                 |
| 17. februar 2013              | HS95     | Sara Takanaši                                                                 | Coline Mattel                                                                    | Sarah Hendrickson                                                             |
| 14. februar 2015              | HS95     | Sara Takanaši                                                                 | Daniela Iraschko-Stolz                                                           | Sarah Hendrickson                                                             |
| 15. februar 2015              | HS95     | Daniela Iraschko-Stolz Sara Takanaši                                          |                                                                                  | Sarah Hendrickson                                                             |
| 13. februar 2016              | HS95     | Maja Vtič                                                                     | Sara Takanaši                                                                    | Špela Rogelj                                                                  |
| 14. februar 2016              | HS95     | Daniela Iraschko-Stolz                                                        | Maja Vtič                                                                        | Chiara Hölzl                                                                  |
| 11. februar 2017              | HS95     | Maren Lundby                                                                  | Daniela Iraschko-Stolz                                                           | Katharina Althaus                                                             |
| 12. februar 2017              | HS95     | Katharina Althaus                                                             | Carina Vogt                                                                      | Svenja Würth                                                                  |
| 27. januar 2018               | HS94     | Maren Lundby                                                                  | Katharina Althaus                                                                | Sara Takanaši                                                                 |
| 28. januar 2018               | HS94     | Daniela Iraschko-Stolz                                                        | Maren Lundby                                                                     | Katharina Althaus                                                             |
| 8. februar 2019               | HS94     | Maren Lundby                                                                  | Sara Takanaši                                                                    | Urša Bogataj                                                                  |
| 9. februar 2019 ekipna tekma  | HS94     | NemčijaCarina Vogt · Anna Rupprecht · Juliane Seyfarth · Katharina Althaus    | SlovenijaJerneja Brecl · Špela Rogelj · Nika Križnar · Urša Bogataj              | AvstrijaJacqueline Seifriedsberger · Lisa Eder · Chiara Hölzl · Eva Pinkelnig |
| 10. februar 2019              | HS94     | Sara Takanaši                                                                 | Maren Lundby                                                                     | Juliane Seyfarth                                                              |
| 22. februar 2020 ekipna tekma | HS94     | AvstrijaDaniela Iraschko-Stolz · Marita Kramer · Eva Pinkelnig · Chiara Hölzl | SlovenijaNika Križnar · Špela Rogelj · Katra Komar · Ema Klinec                  | NorveškaAnna Odine Strøm · Thea Minyan Bjørseth · Silje Opseth · Maren Lundby |
| 23. februar 2020              | HS94     | Maren Lundby                                                                  | Eva Pinkelnig                                                                    | Nika Križnar                                                                  |
| 23. januar 2021 ekipna tekma  | HS94     | SlovenijaEma Klinec · Špela Rogelj · Urša Bogataj · Nika Križnar              | NorveškaEirin Maria Kvandal · Thea Minyan Bjørseth · Silje Opseth · Maren Lundby | AvstrijaDaniela Iraschko-Stolz · Lisa Eder · Chiara Hölzl · Marita Kramer     |
| 24. januar 2021               | HS94     | Eirin Maria Kvandal                                                           | Ema Klinec                                                                       | Marita Kramer                                                                 |
| 31. december 2021             | HS94     | Nika Križnar                                                                  | Marita Kramer                                                                    | Ema Klinec                                                                    |
| 1. januar 2022                | HS94     | Sara Takanaši                                                                 | Urša Bogataj                                                                     | Marita Kramer                                                                 |
| 31. december 2022             | HS94     | Anna Odine Strøm                                                              | Eva Pinkelnig                                                                    | Katharina Althaus                                                             |
| 1. januar 2023                | HS94     | Eva Pinkelnig                                                                 | Anna Odine Strøm                                                                 | Selina Freitag                                                                |
| 27. januar 2024               | HS94     | Eva Pinkelnig                                                                 | Nika Prevc                                                                       | Alexandria Loutitt                                                            |
| 28. januar 2024               | HS94     | Nika Prevc                                                                    | Eva Pinkelnig                                                                    | Nika Križnar                                                                  |
| 15. februar 2025              | HS94     | Nika Prevc                                                                    | Selina Freitag                                                                   | Thea Minyan Bjørseth                                                          |
| 16. februar 2025              | HS94     | Nika Prevc                                                                    | Selina Freitag                                                                   | Lisa Eder                                                                     |